# Liste der Beiträge für den besten fremdsprachigen Film für die Oscarverleihung 1963
Die folgenden 13 Filme, alle aus verschiedenen Ländern, waren Vorschläge in der Kategorie Bester fremdsprachiger Film für die Oscarverleihung 1963. Die hervorgehobenen Titel waren die fünf letztendlich nominierten Filme, welche aus den Ländern Brasilien, Frankreich, Griechenland, Italien und Mexiko stammen.
Der Oscar ging an Frankreichs Beitrag Sonntage mit Sybill, ein Drama über eine Beziehung von jungen Mädchen und einen posttraumatisierten Vietnamveteran.
Zum ersten Mal wurde ein Vorschlag aus Südkorea in dieser Kategorie eingereicht.

## Beiträge
| Land                          | Deutscher Verleihtitel           | Sprache(n)    | Originaltitel                                       | Regisseur(e)       | Ergebnis        |
| ----------------------------- | -------------------------------- | ------------- | --------------------------------------------------- | ------------------ | --------------- |
| Vereinigte Arabische Republik | Von Hunden gehetzt               | Arabisch      | اللص والكلاب (El less wal kilab)                    | Kamal El Sheikh    | Nicht nominiert |
| Argentinien                   | Los Jóvenes viejos               | Spanisch      | Los Jóvenes viejos                                  | Rodolfo Kuhn       | Nicht nominiert |
| Brasilien                     | Fünfzig Stufen zur Gerechtigkeit | Portugiesisch | O Pagador de Promessas                              | Anselmo Duarte     | Nominiert       |
| Frankreich                    | Sonntage mit Sybill              | Französisch   | Les Dimanches de Ville d'Avray                      | Serge Bourguignon  | Gewonnen        |
| Griechenland                  | Elektra                          | Griechisch    | Ηλέκτρα (Ilektra)                                   | Michael Cacoyannis | Nominiert       |
| Indien                        | Sahib Bibi Aur Ghulam            | Hindi         | साहिब बीबी और गुलाम (Sahib Bibi Aur Ghulam)               | Abrar Alvi         | Nicht nominiert |
| Italien                       | Die vier Tage von Neapel         | Italienisch   | Le Quattro giornate di Napoli                       | Nanni Loy          | Nominiert       |
| Japan                         | Ich bin zwei Jahre alt           | Japanisch     | 私は二歳 (Watashi wa nisai)                         | Kon Ichikawa       | Nicht nominiert |
| Mexiko                        | Das Wunder von Tlayucan          | Spanisch      | Tlayucan                                            | Luis Alcoriza      | Nominiert       |
| Norwegen                      | Kalde spor                       | Norwegisch    | Kalde spor                                          | Arne Skouen        | Nicht nominiert |
| Schweden                      | Schlafwagenabteil                | Schwedisch    | Älskarinnan                                         | Vilgot Sjöman      | Nicht nominiert |
| Spanien                       | Dulcinea                         | Spanisch      | Dulcinea                                            | Vicente Escrivá    | Nicht nominiert |
| Südkorea                      | Sarangbang sonnimgwa eomeoni     | Koreanisch    | 사랑방 손님과 어머니 (Sarangbang sonnimgwa eomeoni) | Shin Sang-ok       | Nicht nominiert |